# Équipe d'Islande masculine de handball
Maillots
Dernière mise à jour : 21 janvier 2023.
L'équipe d'Islande masculine de handball représente la Fédération islandaise de handball (HSI, Handknattleikssamband Íslands) lors des compétitions internationales, aux Jeux olympiques, aux championnats du monde et aux championnats d'Europe.
Cette formation a obtenu son premier podium international en atteignant la finale des Jeux olympiques 2008, puis un second en 2010 avec la médaille de bronze au championnat d'Europe.

## Histoire
Avec la médaille d'argent remportée aux Jeux olympiques de Pékin en 2008, l'Islande est devenue la plus petite nation à obtenir une médaille olympique dans un sport collectif.
Deux ans plus tard, elle remporte la médaille de bronze au Championnat d'Europe 2010.

## Palmarès

### Tableau des médailles
Jeux olympiques
- Médaille d'argent aux Jeux olympiques 2008 de Pékin,  Chine

Championnat d'Europe
- Médaille de bronze au Championnat d'Europe 2010 en  Autriche

Championnat du monde B
- Vainqueur du Championnat du monde B 1989

### Parcours détaillé
| Édition             | Rang          |
| ------------------- | ------------- |
| Munich 1972         | 12e place     |
| Montréal 1976       | Non qualifié  |
| Moscou 1980         | Non qualifié  |
| Los Angeles 1984    | 6e place      |
| Séoul 1988          | 8e place      |
| Barcelone 1992      | 4e place      |
| Atlanta 1996        | Non qualifié  |
| Sydney 2000         | Non qualifié  |
| Athènes 2004        | 9e place      |
| Pékin 2008          | Vice-champion |
| Londres 2012        | 5e place      |
| Rio de Janeiro 2016 | Non qualifié  |
| Japon 2020          | Non qualifié  |
| Paris 2024          | Non qualifié  |
| Total               | 7/14          |

| Édition                   | Rang                    |
| ------------------------- | ----------------------- |
| Portugal 1994             | Non qualifié            |
| Espagne 1996              | Non qualifié            |
| Italie 1998               | Non qualifié            |
| Croatie 2000              | 11e place               |
| Suède 2002                | 4e place                |
| Slovénie 2004             | 13e place               |
| Suisse 2006               | 7e place                |
| Norvège 2008              | 11e place               |
| Autriche 2010             | 3e place                |
| Serbie 2012               | 10e place               |
| Danemark 2014             | 5e place                |
| Pologne 2016              | 13e place               |
| Croatie 2018              | 13e place               |
| / Autr./Norv./Suède 2020  | 11e place               |
| / Hong./Slovaquie 2022    | 6e place                |
| Allemagne 2024            | 10e place               |
| / Dan., Suède, Norv. 2026 | qualifications en cours |
| Total                     | 13/16                   |

| Édition                   | Rang         |
| ------------------------- | ------------ |
| Allemagne 1938            | Non qualifié |
| Suède 1954                | Non qualifié |
| Allemagne de l'Est 1958   | 10e place    |
| Allemagne de l'Ouest 1961 | 6e place     |
| Tchécoslovaquie 1964      | 9e place     |
| Suède 1967                | Non qualifié |
| France 1970               | 12e place    |
| Allemagne de l'Est 1974   | 14e place    |
| Autriche B 1977           | 4e place     |
| Danemark 1978             | 13e place    |
| Espagne B 1979            | 4e place     |
| France B 1981             | 8e place     |
| Allemagne de l'Ouest 1982 | Non qualifié |
| Pays-Bas B 1983           | 7e place     |
| Suisse 1986               | 6e place     |
| France B 1989             | Vainqueur    |
| Tchécoslovaquie 1990      | 10e place    |
| Autriche B 1992           | 3e place     |
| Suède 1993                | 8e place     |
| Islande 1995              | 14e place    |
| Japon 1997                | 5e place     |
| Égypte 1999               | Non qualifié |
| France 2001               | 11e place    |
| Portugal 2003             | 7e place     |
| Tunisie 2005              | 15e place    |
| Allemagne 2007            | 8e place     |
| Croatie 2009              | Non qualifié |
| Suède 2011                | 6e place     |
| Espagne 2013              | 12e place    |
| Qatar 2015                | 11e place    |
| France 2017               | 14e place    |
| / Allemagne/Danemark 2019 | 11e place    |
| Égypte 2021               | 20e place    |
| / Pologne/Suède 2023      | 12e place    |
| / Norv./Cro./Dan. 2025    | 9e place     |
| Total                     | 23/29        |

## Effectifs

### Effectif actuel
Les 20 joueurs sélectionnés pour disputer l'Euro 2024 sont :

### Effectifs antérieurs
L'effectif médaillé d'argent aux Jeux olympiques 2008 de Pékin était :
| Poste           | Joueurs |
| --------------- | --- |
| Gardiens de but | Björgvin Páll Gústavsson, Hreiðar Guðmundsson |
| Arrières        | Alexander Petersson, Arnór Atlason, Ásgeir Örn Hallgrímsson, Ingimundur Ingimundarson, Ólafur Stefánsson, Snorri Steinn Guðjónsson, Logi Geirsson |
| Pivots          | Róbert Gunnarsson, Sigfús Sigurðsson, Sverre Andreas Jakobsson                                                                                    |
| Ailiers         | Guðjón Valur Sigurðsson, Bjarni Fritzson, Sturla Ásgeirsson                                                                                       |
| Entraîneur      | Guðmundur Guðmundsson |

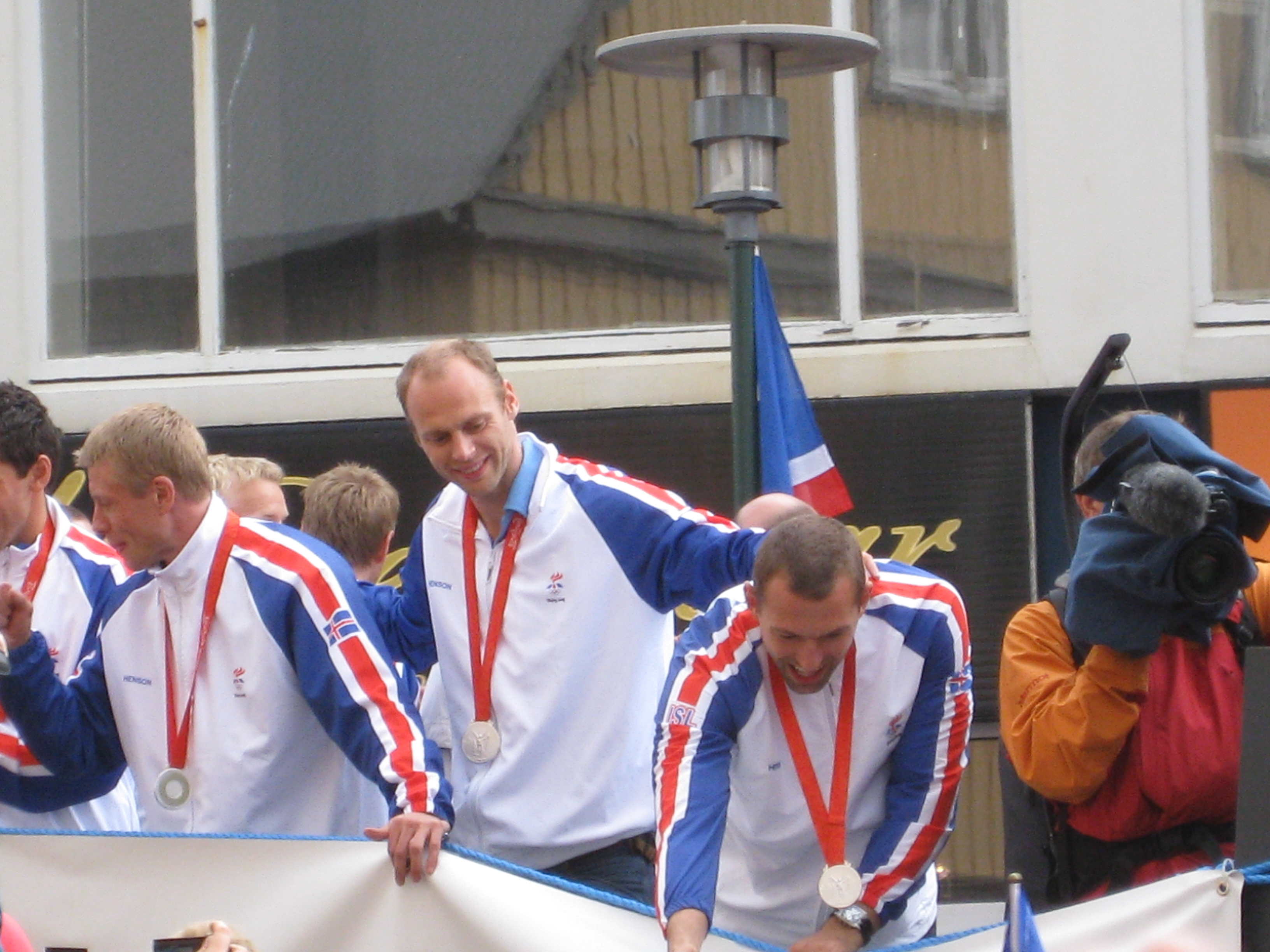
L'équipe d'Islande célébrant son titre de vice-champion olympique.

L'effectif médaillé de bronze au Championnat d'Europe 2010 était :

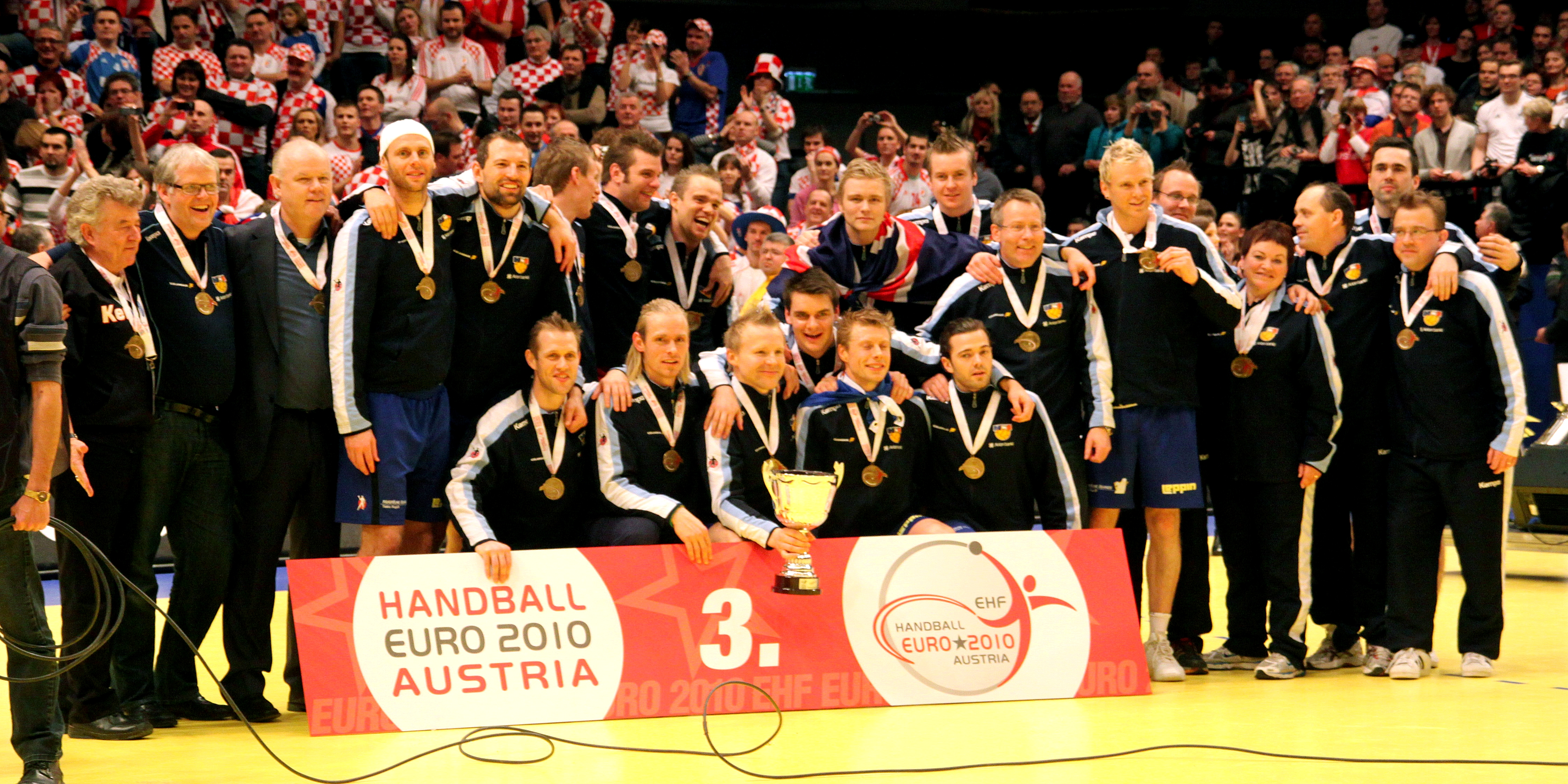
L'équipe médaillée de bronze

| Poste           | Joueurs |
| --------------- | --- |
| Gardiens de but | Björgvin Páll Gústavsson, Hreiðar Guðmundsson |
| Arrières        | Alexander Petersson, Arnór Atlason, Ásgeir Örn Hallgrímsson, Ingimundur Ingimundarson, Ólafur Stefánsson, Snorri Steinn Guðjónsson, Logi Geirsson, Aron Pálmarsson, Ólafur Guðmundsson |
| Pivots          | Róbert Gunnarsson, Sverre Andreas Jakobsson, Vignir Svavarsson |
| Ailiers         | Guðjón Valur Sigurðsson, Sturla Ásgeirsson |
| Entraîneur      | Guðmundur Guðmundsson |

## Personnalités liées à la sélection

### Sélectionneurs

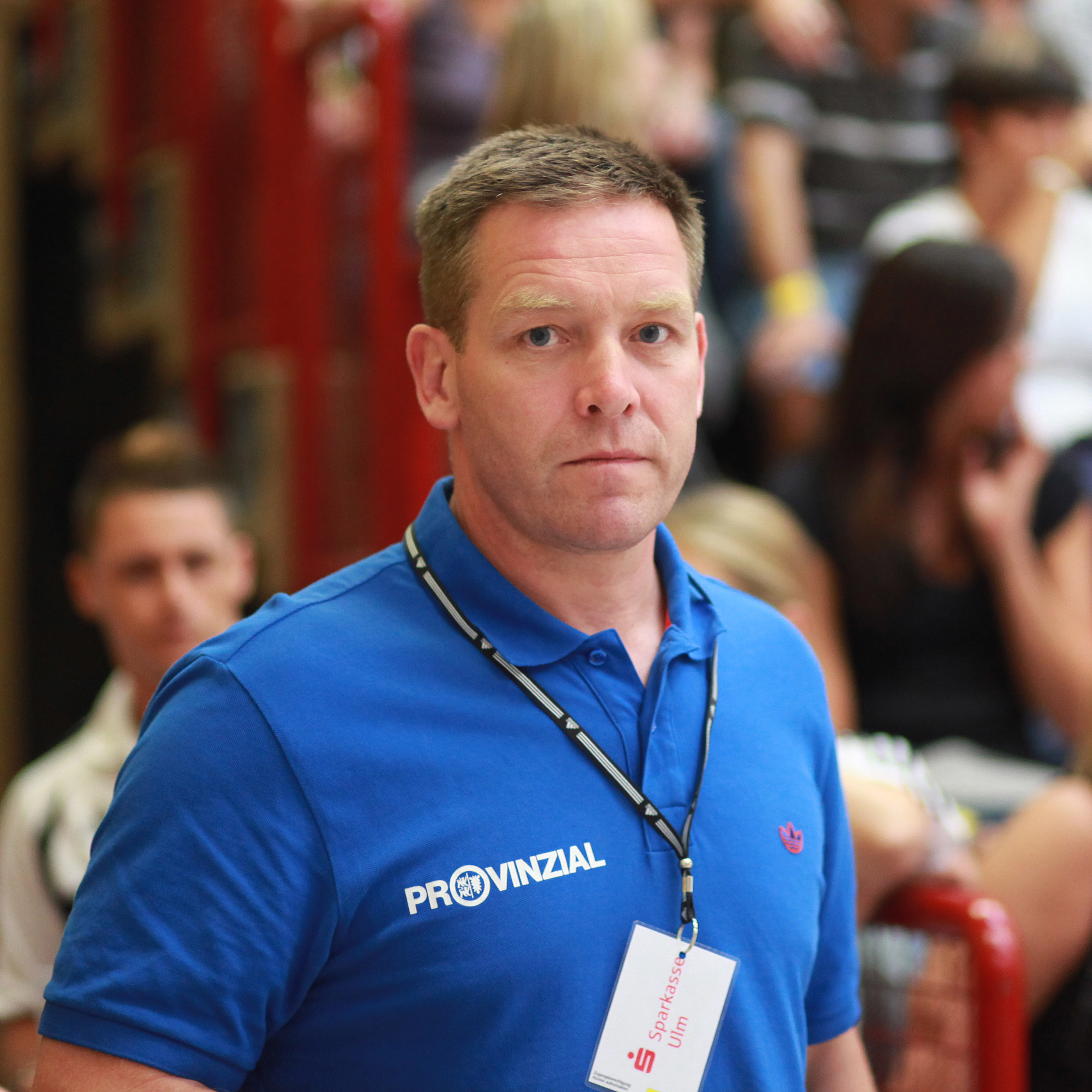
Alfreð Gíslason, sélectionneur de 2006 à 2008.

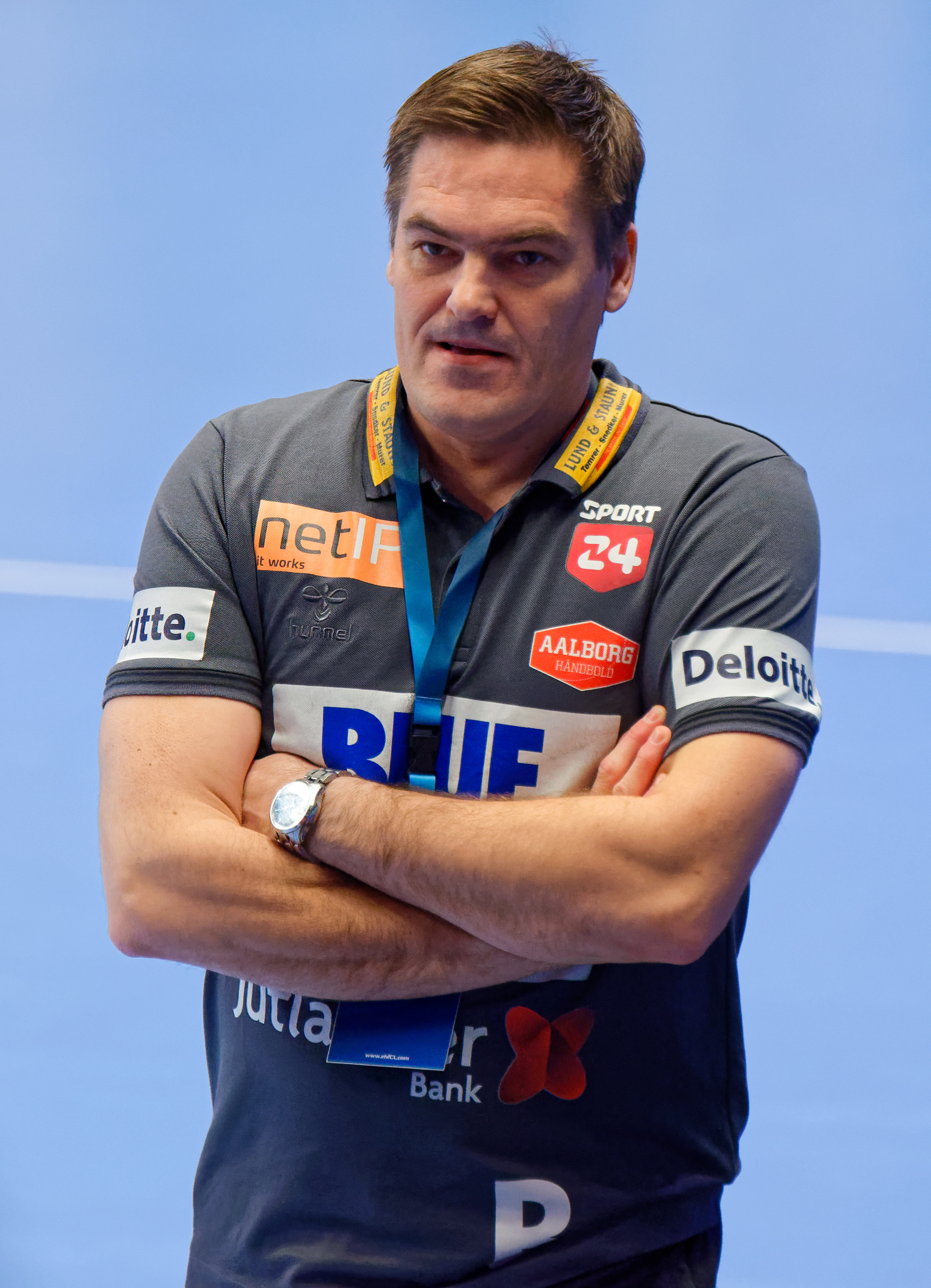
Aron Kristjánsson, sélectionneur de 2012 à 2016.

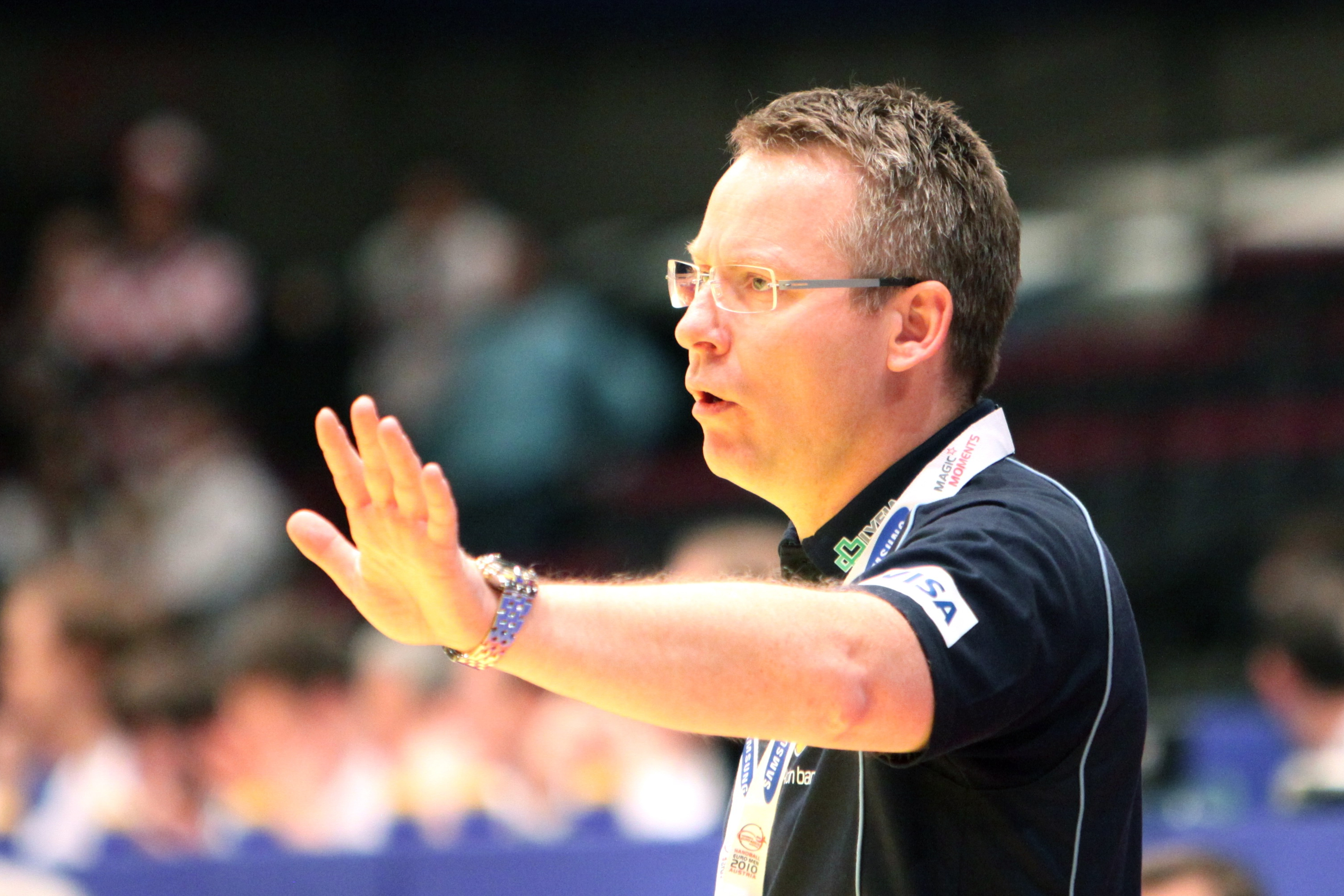
Guðmundur Guðmundsson, sélectionneur de 2001 à 2004, de 2008 à 2012 et de 2018 à 2023.

La liste des sélectionneurs est :
| Période     | Sélectionneur                |
| ----------- | ---------------------------- |
| 1950        | Sigurður Magnússon           |
| 1958-1959   | Hallsteinn Hinriksson (1)    |
| 1959-1961   | Frímann Gunnlaugsson         |
| 1961-1964   | Hinrik Hallsteinsson         |
| 1964-1967   | Karl Benediktsson (1)        |
| 1967-1968   | Birgir Björnsson (1)         |
| 1968-1972   | Hilmar Björnsson (1)         |
| 1972-1974   | Karl Benediktsson (2)        |
| 1974-1975   | Birgir Björnsson (2)         |
| 1975-1976   | Viðar Símonarson (en)        |
| 1976-1977   | Janusz Czerwiński (pl)       |
| 1977-1978   | Birgir Björnsson (3)         |
| 1978-1980   | Jóhann Ingi Gunnarsson       |
| 1980-1983   | Hilmar Björnsson (2)         |
| 1983-1990   | Bogdan Kowalczyk (en)        |
| 1990-1995   | Þorbergur Aðalsteinsson (en) |
| 1995-2001   | Þorbjörn Jensson (en)        |
| 2001-2004   | Guðmundur Guðmundsson (1)    |
| 2004-2006   | Viggó Sigurðsson (de)        |
| 2006-2008   | Alfreð Gíslason              |
| 2008-2012   | Guðmundur Guðmundsson (2)    |
| 2012-2016   | Aron Kristjánsson (en)       |
| 2016-2018   | Geir Sveinsson               |
| 2018-2023   | Guðmundur Guðmundsson (3)    |
| depuis 2023 | Snorri Steinn Guðjónsson     |

### Joueurs

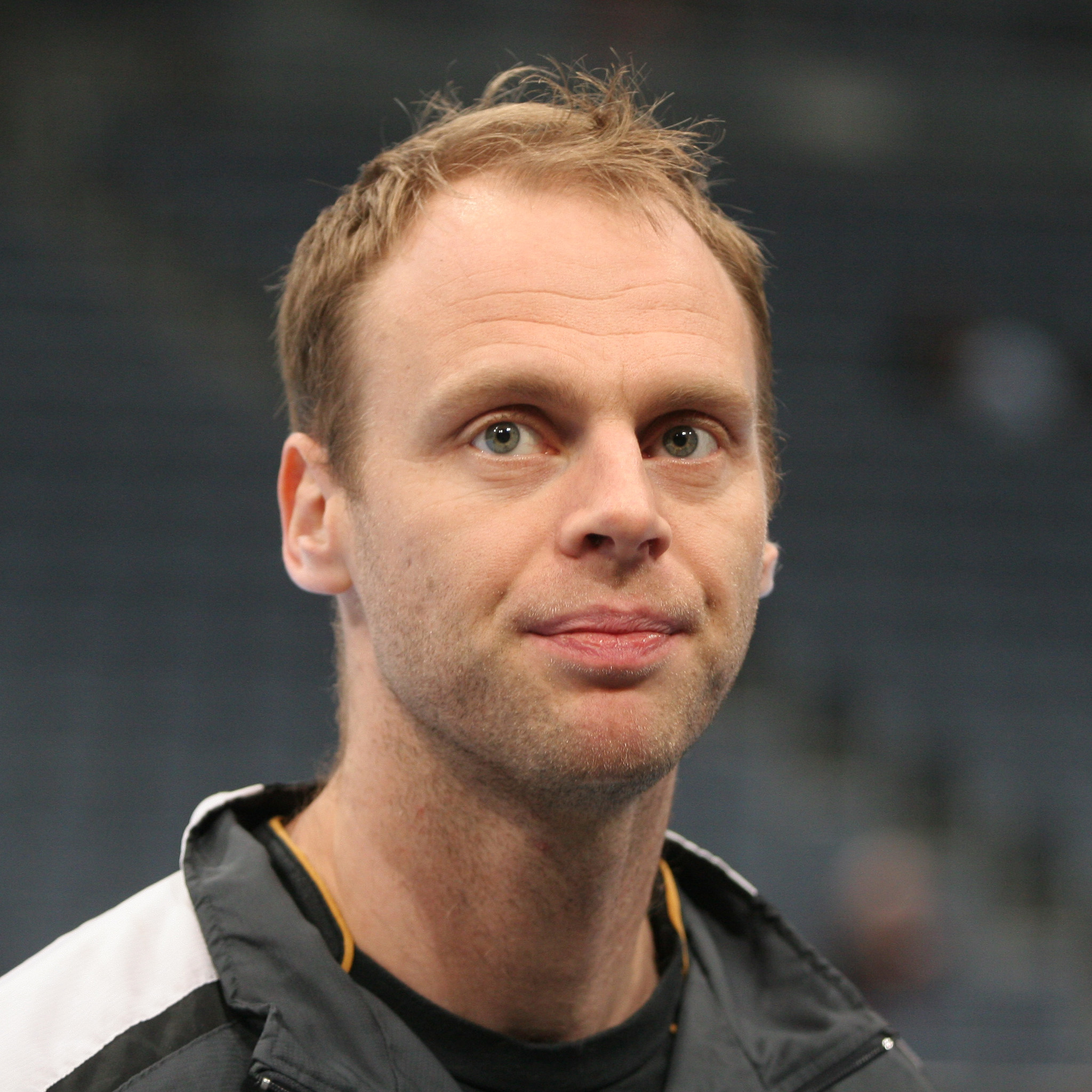
Ólafur Stefánsson, joueur emblématique (330 sélection, 1570 buts)

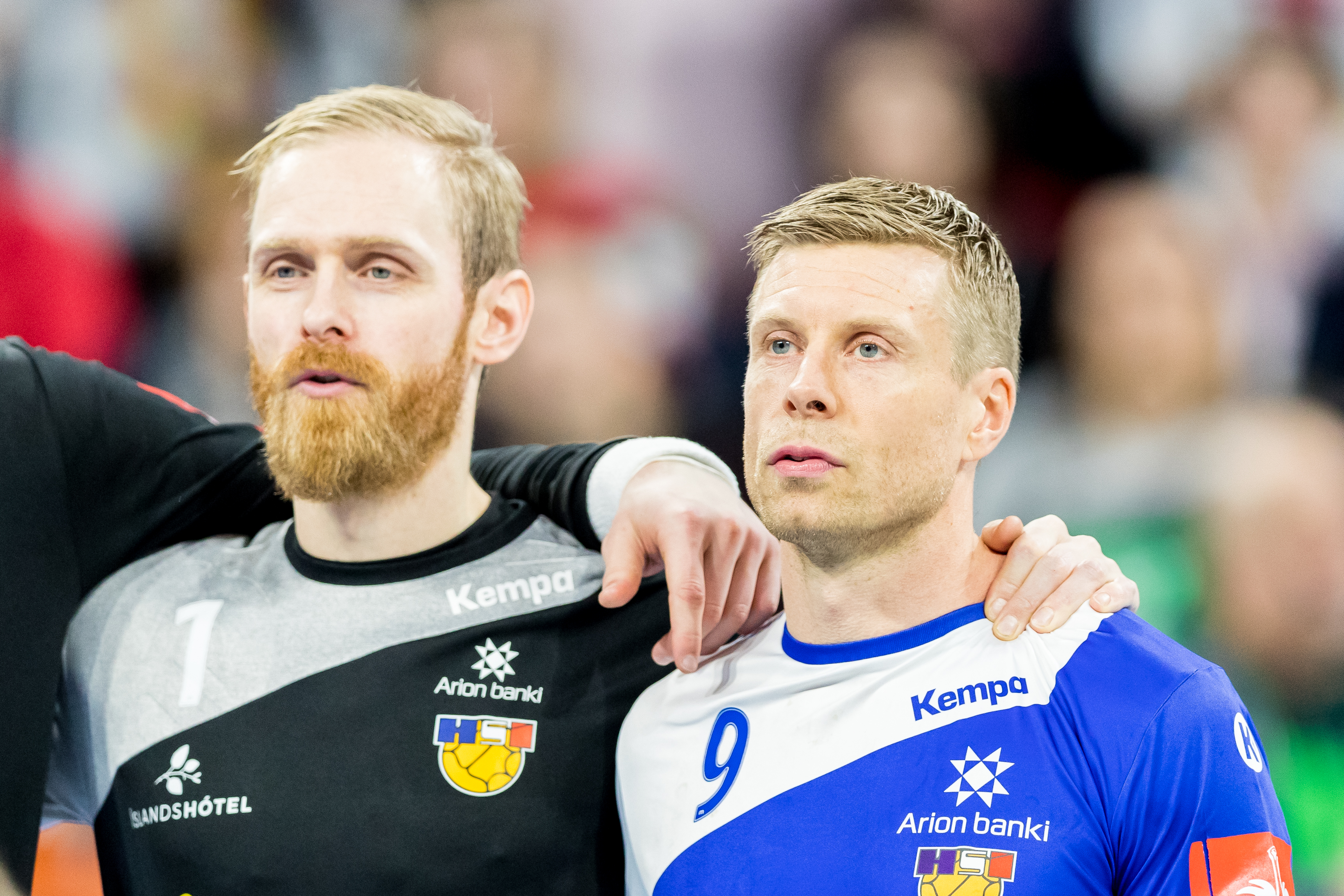
Björgvin Páll Gústavsson et Guðjón Valur Sigurðsson, deux joueurs historiques de la sélection en 2020.

#### Joueurs distingués
Dans une compétition internationale
- Valdimar Grímsson, élu meilleur ailier droit du Mondial 1997
- Snorri Steinn Guðjónsson, élu meilleur demi-centre des JO 2008
- Viktor Gísli Hallgrímsson, élu meilleur gardien de but de l'Euro 2022
- Aron Pálmarsson, élu meilleur arrière gauche des JO 2012
- Alexander Petersson, élu meilleur arrière droit du Mondial 2011
- Guðjón Valur Sigurðsson, élu meilleur ailier gauche des JO 2008, de l'Euro 2012 et de l'Euro 2014, meilleur buteur du Mondial 2007
- Ólafur Stefánsson, élu meilleur arrière droit des JO 2004, des JO 2008 et de l'Euro 2010, nommé dans l'élection de l'handballeur de l'année en 2001, 2002, 2003, 2004, 2006.
- Geir Sveinsson, élu meilleur pivot au Championnat du monde 1995.

Sportif islandais de l'année (en)
- Sigríður Sigurðardóttir : 1964
- Geir Hallsteinsson (en) : 1968
- Hjalti Einarsson (en) : 1971
- Alfreð Gíslason : 1989
- Geir Sveinsson : 1997
- Ólafur Stefánsson (4) : 2002, 2003, 2008 et 2009
- Guðjón Valur Sigurðsson : 2006
- Alexander Petersson : 2010
- Aron Pálmarsson : 2012
- Ómar Ingi Magnússon (2) : 2021 et 2002

#### Statistiques
- Joueurs en activité

| Rang | Joueur                   | Matchs | Buts |
| ---- | ------------------------ | ------ | ---- |
| 1    | Guðmundur Hrafnkelsson   | 407    | 0    |
| 2    | Guðjón Valur Sigurðsson  | 365    | 1879 |
| 3    | Geir Sveinsson           | 340    | 502  |
| 4    | Ólafur Stefánsson        | 330    | 1570 |
| 5    | Júlíus Jónasson          | 288    | 703  |
| 6    | Róbert Gunnarsson        | 276    | 773  |
| 7    | Valdimar Grímsson        | 271    | 940  |
| 8    | Snorri Steinn Guðjónsson | 257    | 846  |
| 9    | Björgvin Páll Gústavsson | 251    | 21   |
| 10   | Þorgils Mathiesen        | 247    | 575  |
| 11   | Ásgeir Örn Hallgrímsson  | 247    | 414  |
| 12   | Jakob Sigurðsson         | 247    | 303  |
| 13   | Kristján Arason          | 245    | 1123 |
| 14   | Sigurður Valur Sveinsson | 242    | 736  |
| 15   | Patrekur Jóhannesson     | 241    | 634  |
| 16   | Vignir Svavarsson        | 234    | 264  |
| 17   | Guðmundur Guðmundsson    | 230    | 356  |
| 18   | Bjarki Sigurðsson        | 228    | 575  |
| 19   | Einar Örn Þorvarðarson   | 227    | 0    |
| 20   | Dagur Sigurðsson         | 215    | 399  |

| Rang | Joueur                   | Buts | Matchs | Moy. |
| ---- | ------------------------ | ---- | ------ | ---- |
| 1    | Guðjón Valur Sigurðsson  | 1879 | 365    | 5,15 |
| 2    | Ólafur Stefánsson        | 1570 | 330    | 4,76 |
| 3    | Kristján Arason          | 1123 | 245    | 4,58 |
| 4    | Valdimar Grímsson        | 940  | 271    | 3,47 |
| 5    | Snorri Steinn Guðjónsson | 846  | 257    | 3,29 |
| 6    | Róbert Gunnarsson        | 773  | 276    | 2,80 |
| 7    | Sigurður Valur Sveinsson | 736  | 242    | 3,04 |
| 8    | Alexander Petersson      | 726  | 185    | 3,90 |
| 9    | Júlíus Jónasson          | 703  | 288    | 2,44 |
| 10   | Patrekur Jóhannesson     | 634  | 241    | 2,63 |
| 11   | Aron Pálmarsson          | 593  | 152    | 3,90 |
| 12   | Þorgils Mathiesen        | 575  | 247    | 2,33 |
| 13   | Bjarki Sigurðsson        | 575  | 228    | 2,52 |
| 14   | Alfreð Gíslason          | 542  | 190    | 2,85 |
| 15   | Geir Sveinsson           | 502  | 340    | 1,48 |
| 16   | Sigurður Gunnarsson      | 493  | 202    | 2,44 |
| 17   | Geir Hallsteinsson       | 469  | 107    | 4,38 |
| 18   | Arnór Atlason            | 436  | 197    | 2,21 |
| 19   | Páll Ólafsson            | 418  | 174    | 2,40 |
| 20   | Ásgeir Örn Hallgrímsson  | 414  | 247    | 1,68 |

## Matchs

### Matchs mémorables
| Date            | Lieu      | Match    | Match     | Match   | Compétition / amical                                                          |
| --------------- | --------- | -------- | --------- | ------- | ----------------------------------------------------------------------------- |
| 15 février 1950 | Lund      | Suède    | 15 – 7    | Islande | Amical (premier match officiel)                                               |
| 26 février 1989 | Paris     | Islande  | 29 – 26   | Pologne | Finale du Championnat du monde B 1989                                         |
| 31 mai 1997     | Kumamoto  | Islande  | 23 – 20   | Égypte  | Match pour la 5e place au Championnat du monde 1997 (Meilleur résultat en CM) |
| 2 février 2002  | Stockholm | Suède    | 33 – 22   | Islande | Demi-finale du championnat d'Europe 2002                                      |
| 3 février 2002  | Stockholm | Danemark | 29 – 22   | Islande | Petite finale du championnat d'Europe 2002                                    |
| 22 août 2008    | Pékin     | Islande  | 36 – 30   | Espagne | Demi-finale des Jeux olympiques 2008                                          |
| 24 août 2008    | Pékin     | France   | 28 – 23   | Islande | Finale des Jeux olympiques 2008                                               |
| 30 janvier 2010 | Vienne    | France   | 36 – 28   | Islande | Demi-finale du championnat d'Europe 2010                                      |
| 31 janvier 2010 | Vienne    | Islande  | 29 – 26   | Pologne | Petite finale du championnat d'Europe 2010                                    |
| 8 août 2012     | Londres   | Hongrie  | 34 – 33ap | Islande | Quart de finale des Jeux olympiques 2012                                      |

### Confrontations contre la France
| Date            | Rencontres | Victoires | Nuls | Défaites | Buts pour | Buts contre | Différence |
| --------------- | ---------- | --------- | ---- | -------- | --------- | ----------- | ---------- |
| mars 2004       | 38         | 20        | 4    | 14       | 824       | 804         | +20        |
| 26 juillet 2008 | 48         | 28        | 4    | 16       | 1135      | 1079        | +56        |
| 20 janvier 2024 | 66         | 40        | 7    | 19       | ?         | ?           | ?          |